# Kustrzyce
Kustrzyce [pronunciación en polaco: /kusˈtʂɨt͡sɛ/] es un pueblo ubicado en el distrito administrativo de Gmina Sędziejowice, dentro del Distrito de Łask, Voivodato de Łódź, en Polonia central. Se encuentra aproximadamente a 4 kilómetros al norte de Sędziejowice, a 8 kilómetros al suroeste de Łask, y a 40 kilómetros al suroeste de la capital regional Łódź.
El pueblo tiene una población de 250 habitantes.